# Delta Force: Xtreme 2
Delta Force: Xtreme 2 — відеогра жанру тактичний шутер від першої особи, розроблена компанією NovaLogic на модифікованій версії власного рушія Black Hawk Engine. На відміну від Delta Force: Xtreme не є рімейком попередніх частин серії.
В Америці гра видавалася силами самої компанії-розробника, в Україні та СНД видавцем була компанія Бука. Після придбання прав на франшизу Delta Force шведською компанією THQ Nordic — видавництвом гри займається саме вона. Сьогодні цифрову копію Delta Force: Xtreme 2 можна купити у Steam.

## Ігровий процес
Так само як і в попередній грі серії, в Delta Force: Xtreme 2 присутній сінглплеєр та мультиплеєр. Кампанію також можна проходити й одному гравцеві, й у кооперативі.
Як і в більшості ігор серії, перед гравцем ставляться певні тактичні завдання та надається майже повна свобода подальших дій. У Delta Force: Xtreme 2, як і в інших частинах серії, за винятком Black Hawk Down, присутні величезні відкриті локації, у котрих гравець має повну свободу пересування. Як і в оригінальний Xtreme, у сіквелі є доступні для керування транспортні засоби.
Гра орієнтована на мультиплеєр, адже респавн після смерті присутній навіть у сінглплеєрному режимі, а це означає, що, фактично, в однокористувацькому режимі програти неможливо.

## Сюжет
Сюжет у грі, як і в інших частинах серії, подається здебільшого шляхом брифінгів перед місіями. Всього у грі дві кампанії по 5 місій кожна. Дії розвертаються в Узбекистані та Лаосі. У Пострадянській країні спецпідрозділ «Delta» має ліквідувати терористів, що загрожують світу хімічною зброєю, а в Лаосі потрібно знищити картель контрабандистів.

## Оцінки й відгуки
Delta Force: Xtreme 2 отримала у цілому прохолодні відгуки як від преси, так і від гравців. На порталі Metacritic гра має середній бал 40 з 100 на основі 7 рецензій від ігрових журналістів та 5 з 10 від звичайних геймерів. У Steam гра має 57 % відсотків схвальних відгуків.
Гру розкритикували за застарілість графіки, відсутність геймплейних нововведень, поганий захист від читерів в мультиплеєрі, поганий штучний інтелект супротивників в сінглплеєрі та примітивний геймдизайн. Деякі гравці навіть звинувачували NovaLogic у бажанні швидко заробити гроші за рахунок лояльної фанбази франшизи.